# Antaeus
Antaeus er et fransk black metal-band fra Maisons-Laffitte, stiftet i 1994. Bandet har haft mange medlemsudskiftninger i tidens løb, og pr. 2016 er der ikke længere nogle af bandets oprindelige medlemmer tilbage i bandet.

## Medlemmer
- MkM - Vokal
- Set - Guitar

### Tidligere medlemmer
- Thurim - Guitar
- Nash - Keyboards
- Black Priest - Bas (1994)
- Storm - Trommer (1994-2003)
- Mr. Antaeus - Guitar (1994-1999), vokal (1994-1995)
- Kheer - Bas (1995-1996)
- Philipe - Bas (1996)
- Amduscias - Guitar (1996, 2008-2009)
- Sagoth - Bas (1999-2003)
- Thorgon - Guitar (1999-2003)
- LSK - Bas (2003-2008)
- ZVN - Trommer (2003-2006)
- Servus - Guitar (2003-2006)

## Diskografi

### Studiealbum
- 2000: Cut Your Flesh and Worship Satan
- 2002: De Principii Evangelikum
- 2006: Blood Libels

### Ep'er
- 1999: Rekordin 2000 - 1
- 2004: Rot

### Livealbum
- 1999: Nihil Khaos - Live '99
- 2001: Satanik Audio Violence Helloween 2000
- 2014: Satanic Audio Violence 2013 - Live at Wolf Throne Festival

### Splitalbum
- 1998: Eternal Majesty / Antaeus (med Eternal Majesty)
- 2001: Reverse Voices of the Dead / Devil Eyes (med Necrophagia)
- 2001: SPK Kommando (med Eternal Majesty, Deviant og Hell Militia)
- 2002: Aosoth / Antaeus (med Aosoth)
- 2003: Krieg vs. Antaeus (med Krieg)
- 2005: From the Entrails to the Dirt (med Mütiilation, Deathspell Omega og Malicious Secrets)
- 2009: Antaeus / Katharsis (med Katharsis

### Demoer
- 1995: Y.A.T.B.O.T.M.
- 1996: Supremacist Dawn
- 1998: Unavngivet demo